# Borki Nizińskie (gromada)
Borki Nizińskie – dawna gromada, czyli najmniejsza jednostka podziału terytorialnego Polskiej Rzeczypospolitej Ludowej w latach 1954–1972.
Gromady, z gromadzkimi radami narodowymi (GRN) jako organami władzy najniższego stopnia na wsi, funkcjonowały od reformy reorganizującej administrację wiejską przeprowadzonej jesienią 1954 do momentu ich zniesienia z dniem 1 stycznia 1973, tym samym wypierając organizację gminną w latach 1954–1972.
Gromadę Borki Nizińskie z siedzibą GRN w Borkach Nizińskich utworzono – jako jedną z 8759 gromad na obszarze Polski – w powiecie mieleckim w woj. rzeszowskim na mocy uchwały nr 28/54 WRN w Rzeszowie z dnia 5 października 1954. W skład jednostki weszły obszary dotychczasowych gromad Borki Nizińskie, Babicha, Brzyście i Młodochów ze zniesionej gminy Gawłuszowice w tymże powiecie. Dla gromady ustalono 14 członków gromadzkiej rady narodowej.
30 czerwca 1960 gromadę zniesiono, włączając jej obszar do gromad Gawłuszowice (wsie Borki Nizińskie, Brzyście i Młodochów) i Tuszów Narodowy (wieś Babicha) w tymże powiecie.